# Fleury (Aude)
Fleury é uma comuna francesa na região administrativa de Occitânia, no departamento de Aude. Estende-se por uma área de 51,27 km². Em 2010 a comuna tinha 3 864 habitantes (densidade: 75,4 hab./km²).